# Gauliga Hessen-Nassau 1944/45
Die Gauliga Hessen-Nassau 1944/45 war die vierte und letzte Spielzeit der Gauliga Hessen-Nassau des Fachamtes Fußball. Um den Spielbetrieb trotz des Zweiten Weltkrieges aufrechtzuerhalten, wurden sämtliche noch bestehende Vereine auf neun Staffeln verteilt. Nach einer im November erfolgten Neueinteilung wurde aber nur noch in fünf Staffeln gespielt. Ergebnisse aus diesen Staffeln liegen nur vereinzelt vor. Mit der Kapitulation Deutschlands endete auch das Bestehen der Gauliga Hessen-Nassau. Mit der Fußball-Oberliga 1945/46 gab es bereits zur kommenden Spielzeit wieder einen überregionalen Fußball-Wettbewerb.

## Staffel 1 – Hanau (abgebrochen)
| Platz | Verein             | Spiele | Punkte |
| ----- | ------------------ | ------ | ------ |
| 1.    | 1. FC Hanau 93     | 5      | 7:3    |
| 2.    | TSV 1860 Hanau     | 4      | 5:3    |
| 3.    | SpVgg Ravolzhausen | 3      | 2:4    |
| 4.    | Turngemeinde Hanau | 2      | 0:4    |

## Staffel 2 – Offenbach (abgebrochen)
| Platz | Verein                 | Spiele | Punkte |
| ----- | ---------------------- | ------ | ------ |
| 1.    | Offenbacher FC Kickers | 2      | 4:0    |
| 2.    | VfB 1900 Offenbach     | 2      | 2:2    |
| 3.    | BV Dietesheim/Mühlheim | 2      | 0:4    |

## Staffel 3 – Frankfurt, Gruppe 1 (abgebrochen)
| Platz | Verein                                          | Spiele | Punkte |
| ----- | ----------------------------------------------- | ------ | ------ |
| 1.    | Frankfurter FC Olympia 1907                     | 6      | 11:1   |
| 2.    | KSG FSV/Eintracht Frankfurt                     | 5      | 6:4    |
| 3.    | SV Viktoria 1907/1912 Eckenheim                 | 5      | 5:5    |
| 4.    | KSG Rödelheim/RTuSV Rot-Weiß                    | 5      | 4:6    |
| 5.    | BSG Vereinigte Deutsche Metallwerke Heddernheim | 4      | 2:6    |
| 6.    | SpVgg Ostend 1907 Frankfurt                     | 3      | 0:6    |

## Staffel 4 – Frankfurt, Gruppe 2 (abgebrochen)
| Platz | Verein                           | Spiele | Punkte |
| ----- | -------------------------------- | ------ | ------ |
| 1.    | SpVgg Griesheim 02               | 3      | 6:0    |
| 2.    | KSG Union Niederrad/Sportfreunde | 4      | 6:2    |
| 3.    | SpVgg Neu-Isenburg               | 3      | 4:2    |
| 4.    | Gehörlosen-SV                    | 4      | 2:6    |
| 5.    | VfL Germania 1894                | 4      | 0:8    |

## Staffel 5 – Frankfurt, Gruppe 3 (abgebrochen)
| Platz | Verein                      | Spiele | Punkte |
| ----- | --------------------------- | ------ | ------ |
| 1.    | KSG Hattersheim             | 3      | 6:0    |
| 2.    | SG 01 Hoechst               | 3      | 4:2    |
| 3.    | TSG Kelsterbach             | 4      | 2:6    |
| 4.    | FC Germania 1906 Schwanheim | 2      | 0:4    |